# Pseudexomilus bicarinatus
Pseudexomilus bicarinatus is een slakkensoort uit de familie van de Horaiclavidae. De wetenschappelijke naam van de soort is voor het eerst geldig gepubliceerd in 1983 door Shuto.